# ドレフュス事件 (映画シリーズ)
『ドレフュス事件』（ドレフュスじけん、フランス語: L'affaire Dreyfus）は、1899年にフランスのジョルジュ・メリエスが監督した11本の短編サイレント映画のシリーズである。19世紀末のフランスで大きな関心を集め、製作当時もまだ進展していたドレフュス事件の出来事を再現しており、フランス陸軍大尉のアルフレド・ドレフュスがスパイ容疑で逮捕され、ディアブル島とレンヌに収監されたあと、軍事裁判の再審で反逆罪により有罪判決を受けるまでが描かれている。また、ドレフュスの告発者の自殺、ドレフュスの弁護人が銃撃される事件、ドレフュス支持派と反対派との間で繰り広げられた争いなど、事件に関連する出来事も描かれている。
このシリーズは、映画史初期に普及したジャンルで、時事的な出来事を劇的に再現した「再構成されたニュース映画」のひとつであり、メリエスの有名なファンタジックな作品とは異なり、抑制されたリアルなスタイルで演出された。ドレフュスの支持者であるメリエスは、ドレフュスが無罪であり、彼が無実の罪を着せられていることを正確に示し、観客がドレフュスに同情を寄せるように演出している。フランスとイギリスで公開されると注目を集め、後年の回想や伝説によると、公開当時に論争が起きたり、上映禁止の措置が取られたりしたという。このシリーズはメリエスの再構成されたニュース映画の最も有名な例であり、11本の作品のうち9本のフィルムが確実に現存している。

## ストーリーの要約
ドレフュス事件は、1894年にユダヤ人のフランス陸軍大尉であるアルフレド・ドレフュスが、ドイツのスパイの容疑を受けて逮捕され、軍法会議で終身刑の判決を受けた冤罪事件である。この事件を題材にした本シリーズの11本の作品は、1894年から1899年9月までの事件の経過を追っている。なお、1899年9月は本シリーズの公開月である。以下は、シリーズ全体のストーリーの要約である。それぞれの作品のエピソードについては、次節シリーズの作品一覧を参照。
1894年、アルマン・デュ・パティ・ド・クラムは、フランス軍大尉のアルフレド・ドレフュスがドイツのスパイではないかと疑っている。パティ・ド・クラムはドレフュスの筆跡のサンプルを要求し、それがボーダーロー（Bordereau、フランスの防諜によって発見されたドイツ大使館宛ての匿名の手紙）の筆跡と一致するかどうかを確認する。ドレフュスが緊張しているように見えると、パティ・ド・クラムはドレフュスがボーダーローを書いた張本人であると非難し、ドレフュスがその場で自殺できるように銃を差し出す。ドレフュスは自身の無実を主張するが、反逆罪で逮捕される。ドレフュスはパリの陸軍士官学校エコール・ミリテールで自身の階級と名誉を剥奪され、フランス領ギニアにあるディアブル島（悪魔島）の監獄へ流される。ドレフュスは監獄で妻からの手紙を受け取り、足かせをはめられる。
4年後、ドレフュスを公に非難したユベール＝ジョゼフ・アンリ大佐が逮捕される（アンリは、ドレフュス有罪の決定的な証拠として用意された偽造文書である「アンリ偽書（Faux Henry）」を作成したことを認めた）。アンリはパリのシェルシュ＝ミディ刑務所で首を掻き切って自殺する。翌1899年、ドレフュスはディアブル島からキブロンを経由してレンヌに移送され、さらなる証拠が明らかになった今、軍法会議にかけられる予定である。ドレフュスの弁護人であるフェルナン・ラボリとエドガー・ドマンジュは、ドレフュスの妻を連れて彼のもとを訪ねる。その後、ラボリはジョルジュ・ピカールと一緒に歩いている時に何者かに撃たれる。ラボリは一命をとりとめるが、犯人は逃走する。
この事件は、世論をドレフュス支持派（ドレフュスの無実を信じる人たち）と反ドレフュス派（ドレフュスの有罪を信じている）の真っ二つに分けている。レンヌでの軍法会議には両方の立場のジャーナリストが大勢出席しており、ドレフュス支持派のジャーナリストのセヴリーヌと反ドレフュス派のジャーナリストのアルチュール・メイエルとの間で論争が激化するにつれ、ジャーナリスト同士の争いが勃発する。軍法会議はその後、ドレフュスへの尋問と、証人として呼ばれたオーギュスト・メルシエ将軍への尋問が行われる。同年9月9日にドレフュスは反逆罪で再び有罪判決を受け、刑務所に戻される。

## シリーズの作品一覧
以下の作品一覧では、各作品の時系列順での番号（#）、日本語タイトル、フランス語タイトル（原題）、アメリカとイギリスでの公開時のタイトル（英題）、スター・フィルムのカタログの作品番号（SFC）、フィルムの長さ（メートル）、1899年11月1日にウォーリク・トレイディング社が販売したカタログに基づく各作品の梗概（かぎかっこ内）を記述している。ウォーリク・トレイディング社は、シリーズ11本のすべてのフィルムを販売した唯一のイギリスの映画会社として知られる。
＃1 ドレフュス事件 口述調書
原題：Dictée du bordereau (arrestation de Dreyfus)、英題：Dreyfus Court Martial—Arrest of Dreyfus（アメリカ）、Arrest of Dreyfus, 1894（イギリス）
SFC：206番、20メートル
「アルマン・デュ・パティ・ド・クラムは、ドレフュス大尉の筆跡がボーダーローのそれと一致しているかどうかを確かめるため、ドレフュスに自分が口述したことを筆記するように要求する。クラムはドレフュスが緊張していることに気付き、ボーダーローの筆者であると非難する。クラムはドレフュスにリボルバーを渡して自殺するように促す。ドレフュスは蔑むようにリボルバーを拒絶し、そのような臆病な方法をとる必要はないと述べたうえで、自身の無実を主張した。ドレフュスの逮捕は、M. Cochefortによってすぐに命じられた」
＃2 堕落
原題：La Dégradation、英題：The Degradation of Dreyfus（アメリカ）、The Degradation of Dreyfus in 1894（イギリス）
SFC：216番、20メートル
「パリのエコール・ミリテールの庭の中にいる軍隊を示している。堕落したことを行う副官は、文章を読み上げ、軍隊の前で不名誉を受けるのを余儀なくされたドレフュスの制服からすべてのボタン、モール、装飾品を次々と引き剥がしていく。これはドレフュスに対する不当な行為の最初の視覚的な表現である」
＃3 悪魔島
原題：La Case de Dreyfus à l'île du Diable、英題：Devil's Island-Within the palisade（アメリカ）、Dreyfus at Devil's Island-Within the palisade（イギリス）
SFC：207番、20メートル
「このシーンはディアブル島の監獄の中で始まり、ブロックに座って考え事をするドレフュスを示している。看守はドレフュスの妻からの手紙を持って入り、ドレフュスに渡す。ドレフュスは手紙を読み、看守と話をしようとするが、看守は政府からの厳しい命令に従って返事を拒否したため、強く落胆する」
＃4 ドレフュスの投獄
原題：Dreyfus mis aux fers (la double boucle)、英題：Dreyfus Put in Irons（アメリカ）、Dreyfus Put in Irons-Inside Cell at Devil's Island（イギリス）
SFC：208番、20メートル
「ドレフュスが収容されている小屋の内部の様子を示している。このシーンは夜を舞台にしており、小屋の窓からは月が見える。2人の看守がドレフュスの寝ているベッドにこっそりと近づく。彼らはドレフュスを起こすと、フランスの大臣M. Lebonからの命令書を読み上げ、それに従いすぐにドレフュスに足かせをはめようとする。ドレフュスはこれに激しく抗議するが、看守たちは聞く耳を持たずに足かせをはめていく。看守たちは小屋を出る前に、ランタンを使って小屋の四隅を調べる」
＃5 アンリ陸軍大佐の自殺
原題：Suicide du colonel Henry、英題：Suicide of Colonel Henry（アメリカ、イギリス）
SFC：209番、20メートル
「アンリ大佐が収容されているパリのシェルシュ=ミディ刑務所の独房の内部を示している。アンリ大佐はテーブルに座って手紙を書いており、それを終えると立ち上がり、隠してあったカミソリを取り出し、自分の喉を切る。アンリ大佐の自殺は、看守と将校の軍人によって発見された」
＃6 キブロン港への到着
原題：Débarquement de Dreyfus à Quiberon、英題：Landing of Dreyfus at Quiberon（アメリカ）、Landing of Dreyfus from Devil's Island（イギリス）
SFC：210番、20メートル
「ディアブル島から移送されたドレフュスがフランス海兵隊とともに上陸した、夜のブルターニュのポート・ハリケーン（キブロン港）のセクション。ドレフュスはフランス当局、将校、憲兵に迎え入れられ、レンヌへ向かうために駅へと案内された。この小さなシーンでは、劇中ではっきりと示されているように暗い雨の夜に設定されている。その効果は、間違いなく映画撮影では新しい稲妻の鮮やかな閃光によって高められている」
＃7 レンヌでのドレフュス夫妻の会見
原題：Entrevue de Dreyfus et de sa femme (prison de Rennes)、英題：Dreyfus Meets His Wife at Rennes（アメリカ）、Dreyfus in Prison of Rennes（イギリス）
SFC：211番、20メートル
「被告人ドレフュスが収監されているレンヌの軍事刑務所の部屋を示している。ドレフュスは担当弁護士のラボリとドマンジュの訪問を受け、活発に会話を交わす。ドレフュスは妻の訪問を知らされ、その後に妻は部屋に入る。夫婦の再会は最も哀れで感情的である」
＃8 ラボリ弁護士の災難
原題：Attentat contre Me Labori、英題：The Attempt Against the Life of Maitre Labori（アメリカ）、The Attempt Against Maitre Labori（イギリス）
SFC：212番、20メートル
「ラボリ弁護士は、ピカール大佐とレンヌ市長のM. Gastとともに、レンヌの橋に向って歩いている。彼らはピカール大佐がラボリに注意を呼びかけた別の男が背後にいるのに気付く。しかし、彼らは男がすぐ近くにいることを問題にはせず、話し続けている。彼らが背を向けると、男はすぐにリボルバーでラボリに2回発砲し、ラボリは地面に倒れる。犯人はピカール大佐とM. Gastに追われて逃げ出す」
＃9 ジャーナリストたちの乱闘
原題：Suspension d'audience (bagarre entre journalistes)、英題：The Fight of Reporters at the Lycée（アメリカ）、The Fight of Journalists at the Lycee（イギリス）
SFC：213番、20メートル
「軍法会議の議事の合間に、ジャーナリストたちは活発な議論を開始し、その結果、『ラ・ゴーロワ』紙のアルチュール・メイエルと『ラ・フロンド』紙のセヴリーヌ女史との間で論争が起きる。その末にドレフュス支持派と反ドレフュス派とで争いになり、杖や椅子が多くの人の頭の上に振り下ろされる。最終的に部屋は憲兵によって一掃される」
＃10 レンヌの軍事法廷
原題：Le Conseil de guerre en séance à Rennes、英題：The Court Martial at Rennes（アメリカ、イギリス）
SFC：214–215番、40メートル
「ドレフュス大尉の軍法会議を示す、レンヌのリセのシーン。最初に法廷にいるのは、ドマンジュ弁護士と秘書だけである。やがて他のドレフュス支持者と速記者が入廷し、憲兵がジュアウスト大佐と軍法会議の裁判官である7人の将校が入廷することを知らせる。彼らの後ろには5人の予備裁判官の姿も見られる。画面の左側には、コーディエ司令官とクーポワ副官の姿が速記者や憲兵とともに見える。右側には、ドマンジュとラボリの両弁護士、および彼らの秘書の姿が見える。ジュアウスト大佐は法執行官にドレフュスを連れてくるように命じる。ドレフュスが入廷し、法廷に敬礼し、その後に常にドレフュスと同行している憲兵隊長が続く。彼らは裁判官の前の指定された席に着く。ジュアウスト大佐はドレフュスにいくつかの質問をし、ドレフュスは立ったままそれに答えた。そのあとにジュアウスト大佐はクーポワ副官に最初の証人を呼ぶように指示し、間もなくしてメルシエ将軍が到着する。メルシエ将軍は自分の証言録取は長いものであると述べて椅子を要求し、憲兵がそれを彼に渡す。メルシエ将軍は座った状態で証言録取を進める。活発な議論と反対尋問は、ジュアウスト大佐、メルシエ将軍、ドマンジュ弁護士との間で交わされる。ドレフュス大尉は神経を高ぶらせて立ち上がり、これらの訴訟手続きに激しく抗議する。この訴訟の最も忠実な描写であるこのシーンは、この有名な裁判における30人以上の主要な人物の純然たるポートレートを示している」
＃11 レンヌ高校から牢獄へ向かうドレフュス
原題：Dreyfus allant du lycée de Rennes à la prison、英題：Dreyfus Leaving the Lycée for Jail（アメリカ）、Officers and Dreyfus Leaving the Lycee（イギリス）
SFC：217番、20メートル
「有名なドレフュスの軍法会議が行われたリセ・ド・レンヌの外で、フランス人関係者が裁判のあとに建物を離れ、フランス兵が二列横隊で庭を横断している様子を示している。そこにはドマンジュとラボリの両弁護士も姿を見せ、画面の前方に向って歩き、やがてドレフュス大尉が近づいてくるのが見られ、憲兵大尉がドレフュスを刑務所に連れ戻すために同行している」

## 製作

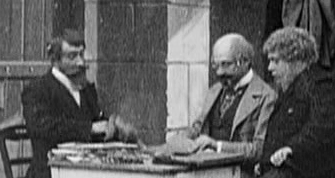
「レンヌでのドレフュス夫妻の会見」でフェルナン・ラボリを演じたメリエス（左）。

ドレフュス事件はフランス国民またはヨーロッパ中のユダヤ人の間で大きな関心事となり、事件に関連する映画も高い注目を集めた。リュミエール兄弟のもとで働く映画製作者のフランシス・ドゥブリエは、1898年に南ロシアのユダヤ人居住区で、事件とは全く関係のないフィルムを繋ぎ合わせ、例えば、パリの大きな建物を撮影したフィルムを「ドレフュスの軍法会議が行われる裁判所」、ナイル川デルタのフィルムを「悪魔島」の映像であると説明しながら上映することで、あたかもドレフュス事件の経過を伝えているかのように見せ、観客はそれが本当の記録映像であると信じ込んだ。バイオグラフ社のフランス支社は、レンヌでの軍事裁判のニュース映画の短いクリップを入手し、事件に触発された2本のフィクション映画を英語版で公開した。メリエスによる本シリーズとほぼ同時に、パテ社もドレフュス事件を再現した6本のシリーズを製作し、俳優のジャン・リーゼルがドレフュスを演じた。しかし、このバージョンを監督した人物が誰かははっきりと分かっていない。
メリエスによる本シリーズの製作は、レンヌでアルフレド・ドレフュスの再審がまだ行われている最中に始められた。メリエスの孫娘のマドレーヌ・マルテット＝メリエスによると、メリエスは熱心なドレフュス支持派であり、本シリーズを企画したのも「ドレフュスの悲劇に憤慨し、彼を救うためにはその不幸な生涯を映画にして、人々の関心を高めることが必要だと考えた」ためだったという。一方、メリエス映画研究者のジャック・マルテットによると、本シリーズはメリエス作品をイギリスで販売していたウォーリク・トレイディング社から委託された可能性があるという。シリーズの撮影は、1897年にメリエスがセーヌ＝サン＝ドニのモントルイユに建設した映画スタジオで行われた。このスタジオは撮影に必要な太陽光をとり入れるために、天井や壁がガラス張りになっていた。
リアリズムを高めるために、ドレフュス役には顔付きがよく似ている鉄工（もしくは金物商）を起用した。マルテット＝メリエスによると、その男は撮影3日目に歯痛で奥歯を抜いたせいで頬が腫れ上がったため、メリエスは彼の横顔や後ろ姿を中心にして撮影することで切り抜けたという。メリエス自身は、ドレフュスの弁護人フェルナン・ラボリを演じ、軍法会議のシーンでは端役のジャーナリストも演じている。メリエスはこのシリーズで、映画で使われる特殊効果と、演劇で使われる特殊効果の両方を採り入れている。「キブロン港への到着」では、稲妻が多重露光によってシーンに付け加えられており、雨と船の揺れはステージ上の舞台装置で実現されている。「ラボリ弁護士の災難」での銃の煙は、化粧用パウダーである米粉のパフを使用している。
シリーズ全体として、『ドレフュス事件』はこれまでのメリエス作品の中で最も長尺の映画と見なすことができ、いくつかの資料ではそのように説明されることもある。ただし、シリーズの11本の作品は、それぞれが独立した作品として扱われ、個別に販売するように意図されているため、『ドレフュス事件』は1本の作品ではなく、1つのシリーズ（連作映画）と呼ぶ方が正確である。メリエス自身は晩年の回想において、その点で矛盾した発言を残している。メリエスはかつて『ドレフュス事件』を1本の映画と呼んでいたが、自身の最初の長尺の映画は1899年後半に作られた『シンデレラ』であるとも述べていた。

## 作品分析

### スタイル
『ドレフュス事件』は、映画史初期に欧米で普及したジャンルである「再構成されたニュース映画（actualité reconstituée）」のひとつに数えられる。再構成されたニュース映画は、現実の光景や出来事をそのまま記録した映画史初期の主流のジャンルであるアクチュアリティ映画とは異なり、ミニチュアモデルや舞台装置を使用して、時事的な出来事を劇的に再現した作品のことであり、ドキュメンタリーと物語映画の中間に位置するジャンルとなる。映画史研究者の小松弘によると、このジャンルは事実に基づいて出来事を再現し、ニュース映画のカメラマンが撮影できなかった場面を観客に報道するという点ではノンフィクションであり、事件そのものの記録ではなく、再現によるダイエジェティック（物語世界内に実在する要素）なものであるという点では明らかにフィクションであるという。
『ドレフュス事件』のスタイルは、他のメリエス作品と同様に演劇的なものであり、映画史家のジョルジュ・サドゥールはそれを「映画撮影された演劇」と呼んだ。それぞれの作品のシーンは、未編集のワンショットで撮影されており、メリエスを含む俳優は故意に芝居がかった誇張した演技をしている。カメラは劇場の観客席から舞台を見ているような視点で固定撮影されており、サドゥールはそれを「一階最上等席の紳士」の視点と呼んだ。そのためシーンは舞台全体が見えるようなアングルで撮影されている。それでもこのシリーズは、メリエスの有名なファンタジックな作品で使われている動的な演劇スタイルとは著しく異なる、映画的なリアリズムに重点が置かれている。それぞれのシーンの図的構成は、当時の絵入り雑誌や新聞に掲載された事件のイラストにモチーフを得ており、例えば、「レンヌ高校から牢獄へ向かうドレフュス」は、フランスの挿絵入り週刊紙『イリュストラシオン』に掲載されたニュース写真に基づいている。また、サドゥールは、「ジャーナリストたちの乱闘」では一度だけ俳優たちをカメラの方に近づかせることで、故意に本物のニュース映画のスタイルを採用していると指摘している。

### テーマ
このシリーズではドレフュスを同情的に描いており、主演俳優の演技はドレフュスが無実であることを示唆するように演出されている。サドゥールによると、ドレフュス支持派のメリエスは、観客がドレフュスに対して心を動かすのに最も適切なエピソードをわざわざ選んでシリーズを構成しているという。メリエス自身がラボリ弁護士役を演じたことも、ドレフュスの主張に対する支持を暗示しているものと考えられている。メリエスが晩年に書いた回想録では、ドレフュス事件の出来事の客観的で政治的偏りのないイラストレーションを作るつもりだったと主張している。しかし、メリエスが書いたと思われるシリーズの英語の説明では、堕落（ドレフュスが階級と名誉を剥奪されるシーン）を「ドレフュスに対する最初の不当な行為」と説明し、現存する「悪魔島」の英語版広告では、映画がドレフュスを殉教者として示していることを知らせている。
読み書きをする登場人物のイメージは、シリーズ全体にいくつも見られ、ドレフュス事件におけるさまざまな文書の重要性を常に想起させる役割を果たしている。映画研究者のエリザベス・エズラによると、このイメージはメリエスが撮影プロセス自体について自己言及的に発言した「映画が新しい形式の文書になる可能性」について指摘していることを示唆しているという。エズラはまた、軍事裁判のシーンで目立つように存在する十字架のように、「殉教の共有によるキリストのイコンとドレフュスとの類似性と、ユダヤ人の立場としてのドレフュスのキリスト教からの疎外を、一度に喚起するようなスティグマ（負の烙印）」という主題のイメージが使われていることを強調している。

## 公開と反応
このシリーズはメリエスが経営する映画会社スター・フィルムによって販売され、同社のカタログには206-217番という作品番号が付けられた。この会社は配給のシステムを整えてはおらず、作品は各地の興行師たちにプリントごとに直接販売していた。シリーズの11本の作品は、1本あたり9.75米ドルで個別に販売されたが、これらの作品は時々順番通りに上映されたため、『ドレフュス事件』は最初のよく知られた連続映画となった。1899年9月にメリエスとパテ社の両方のバージョンがイギリスに輸入され、その年にイギリスで最も広く宣伝された映画となった（その翌月、ボーア戦争の映画の公開でこの記録は破られた）。映画史家のジェイ・レダによると、メリエスのリアリズムの強調は非常に説得力があったため、このシリーズを見たヨーロッパの観客はドレフュス事件の本物の記録映像だと信じ込んだという。
映画批評家のルシアン・ウォールは、パリの雑誌『L'Œuvre』の1930年の記事で、『ドレフュス事件』がフランスで暴動を引き起こし、上映中にドレフュス支持派と反ドレフュス派とで騒々しく論争が行われたことを回想している。公表された回答の中で、メリエス自身はシーンが暴動を引き起こしたことに同意し、こうした激しい反応がフランス政府によるシリーズの上映禁止につながったと主張した。その詳細は何人もの映画史家によって取り上げられ、転載されたが、シリーズが全国レベルですぐに上映禁止となったという証拠は確認されておらず、実際にメリエスは1906年までこのシリーズをカタログで販売し続けていた。また、シリーズの上映時に発生した暴動について報道した当時のフランスの新聞記事も存在しないという。しかし、イギリスの一部の映画興行者が行ったことで知られているように、シリーズの物議を醸す性質のために、ドレフュス関連の映画についてのモラトリアム（上映の一時停止）が一部のフランスの地方の役人や映画興行者によって行われた可能性があるという。さらに1915年にフランス政府は、国外の作品を含むドレフュスに関連するすべての映画を禁止する法律を制定し、1950年までそれが解かれることはなかった。
シリーズの11本の作品のうち、2本目の「堕落」と11本目の「レンヌ高校から牢獄へ向かうドレフュス」（スター・フィルムのカタログの作品番号では216番と217番）以外の9本の作品は、イギリスのBFIナショナル・アーカイブに35ミリのポジプリントとして現存している。ジョン・フレイザーによると、フランスのボワ＝ダルシーにあるフランス国立映画センター（CNC）では、シリーズ11本のすべてのフィルムが現存していることがリストに記載されているという。
エズラによると、『ドレフュス事件』はメリエスの再構成されたニュース映画の中で最も有名な作品のままであり、このジャンルで大成功を収めた『エドワード七世の戴冠式』（1902年）よりもその点で上回っているという。サドゥールは、このシリーズが映画史上初の政治映画であると主張している。ドレフュス事件の研究で知られる文化史研究者のヴェニタ・ダッタは、「ジャーナリストたちの乱闘」のシーンを「見事に演じられた」と評し、このシリーズにおけるメリエスの劇的な創造力について高く評価した。このシリーズは、スーザン・デイチの2001年の小説『Paper Conspiracies』で顕著に取り上げられており、シリーズの製作やフィルムの保存に関する架空の記述が見られる。